# Nannorrhops ritchiana
Nannorrhops ritchiana (Mazari palma) je jediný zástupce rodu Nannorrhops z čeledi arekovité. Roste v jihozápadní Asii, od Arábie přes Írán a Afghánistán až do Pákistánu a severozápadní Indie (stát Kašmír). Vyskytuje se až do nadmořské výšky 1600 m. Patří mezi nejmrazuvzdornější palmy (až do -23 °C).